# Gobernador de las Islas Marianas del Norte
El Gobernador de las Islas Marianas del Norte es el Jefe de Gobierno de las Islas Marianas del Norte, un estado libre asociado con los Estados Unidos. El cargo fue establecido en 1978 y es elegido por voto popular cada cuatro años.

## Lista de gobernadores
| Período   | Gobernador                  | Partido       | Foto |
| --------- | --------------------------- | ------------- | ---- |
| 1978-1982 | Carlos S. Camacho           | Demócrata     |      |
| 1982-1990 | Pedro P. Tenorio            | Republicano   |      |
| 1990-1994 | Lorenzo I. De Leon Guerrero | Republicano   |      |
| 1994-1998 | Froilan C. Tenorio          | Demócrata     |      |
| 1998-2002 | Pedro P. Tenorio            | Republicano   |      |
| 2002-2006 | Juan N. Babauta             | Republicano   |      |
| 2006-2013 | Benigno R. Fitial           | Convenio      |      |
| 2013-2015 | Eloy Inos                   | Republicano   |      |
| 2015-2023 | Ralph Torres                | Republicano   |      |
| 2023-2025 | Arnold Palacios             | Independiente |      |